# George Jefferies
George Jefferies nació en 1925 en algún lugar de los Estados Unidos. El 22 de noviembre de 1963, grabó una película doméstica en Dallas mostrando los 90 segundos previos al asesinato de John F. Kennedy.

## La película
Como muchos otros testigos, Jefferies había acudido a Dallas especialmente para ver el paso del Presidente John F. Kennedy y su comitiva, que habían aterrizado con el Air Force One en el Love Field de Dallas, la mañana del 22 de noviembre. Utilizando su cámara de 8mm, Jefferies obtuvo excelentes imágenes de Jackie Kennedy en los momentos previos al atentado. La cámara de Jefferies también muestra a Clint Hill, el guardaespaldas personal de la primera dama, subido alparachoques lateral del vehículo para protegerla. El vídeo ha sido muy valorado por algunos investigadores porque muestra que la chaqueta de Kennedy estaba arrugada cerca de su cuello.
El señor Jefferies pensó que su material era intrascendente y lo guardó en un armario durante cerca de 40 años, hasta mencionárselo a su yerno. Persuadido de la inconveniencia de "ocultarlo", lo donó al Museo de la Sexta Planta.